# Шибляк

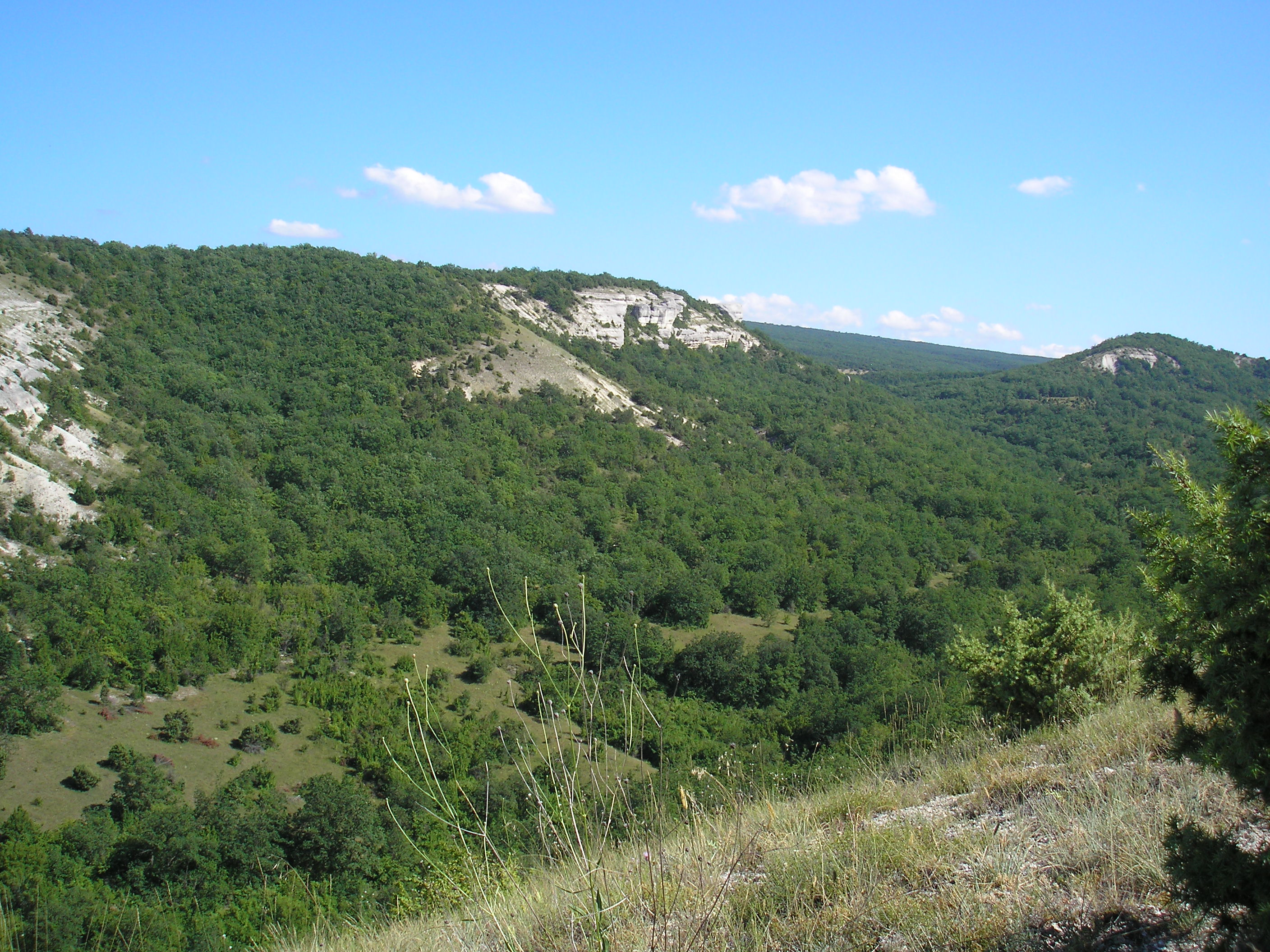
Шибляк в Крымских горах

Шибляк — тип средиземноморской растительности, состоящей из листопадных, часто засухоустойчивых, кустарников и низкорослых деревьев высотой порядка 3—4 метров. Распространён в странах северного Средиземноморья — на юге Франции, на Балканах, в горном Крыму, на Кавказе.
Состоит, в основном, из труднопроходимых зарослей дуба пушистого (Quercus pubescens), дуба скального (Quercus petraea), грабинника (Carpinus orientalis), боярышника (Crataegus), шиповника (Rosa), держи-дерева (Paliurus spina-christi), различных видов можжевельника (Juniperus) и подобных растений.
Возник шибляк в неогене в Древнем Средиземноморье. В наше время в основном вырастает на месте сведённых лесов предгорий и низкогорий.
Название «шибляк» происходит от сербохорв. шибљак.